# Заборшт (Домжале)
Заборшт (словен. Zaboršt) — поселення в общині Домжале, Осреднєсловенський регіон, Словенія. 
Висота над рівнем моря: 294,7 м.